# Championnats d'Europe de course en montagne 2017
Navigation
2016 2018
Les championnats d'Europe de course en montagne 2017 sont une compétition de course en montagne qui s'est déroulée le 8 juillet 2017 à Kamnik, en Slovénie. Il s'agit de la vingt-troisième édition de l'épreuve.

## Résultats
La course senior masculine s'est disputée sur un parcours de 12,5 km comportant un dénivelé positif de 1 295 m pour moins de 100 m de descente. Avec 68 coureurs au départ, l'épreuve est remportée par l'Italien Xavier Chevrier qui devance Luís Saraiva et Francesco Puppi. L'Italie et la France obtiennent le même nombre de points au classement par équipes. La course féminine se dispute sur un parcours de 8,5 km avec 1 035 m de dénivelé positif et peu de descente, elle est remportée par la Suissesse Maude Mathys qui devance la Britannique Sarah Tunstall et l'Autrichienne Andrea Mayr. Le classement par équipes féminin est dominé par le Royaume-Uni. L’épreuve junior masculine est disputée le même circuit que les seniors femmes, elle est remportée par le Roumain Gabriel Bularda. Le parcours junior féminin fait 4,5 km avec 450 m de dénivelé positif et pas de descente, la course est remportée par l'Allemande Lisa Oeds.

### Seniors
| Rang               | Athlète          | Pays        | Temps           |
| ------------------ | ---------------- | ----------- | --------------- |
| Médaille d'or      | Xavier Chevrier  | Italie      | 1 h 02 min 51 s |
| Médaille d'argent  | Luís Saraiva     | Portugal    | 1 h 03 min 34 s |
| Médaille de bronze | Francesco Puppi  | Italie      | 1 h 03 min 35 s |
| 4                  | Emmanuel Meyssat | France      | 1 h 04 min 10 s |
| 5                  | Didier Zago      | France      | 1 h 04 min 30 s |
| 6                  | Johan Bugge      | Norvège     | 1 h 04 min 39 s |
| 7                  | Andrew Douglas   | Royaume-Uni | 1 h 04 min 51 s |
| 8                  | Julien Rancon    | France      | 1 h 05 min 05 s |

| Rang               | Pays                                                                                         | Points |
| ------------------ | -------------------------------------------------------------------------------------------- | ------ |
| Médaille d'or      | France Emmanuel Meyssat (4e) Didier Zago (5e) Julien Rancon (8e) Fabien Demure (9e)          | 17     |
| Médaille d'argent  | Italie Xavier Chevrier (1er) Francesco Puppi (3e) Alex Baldaccini (13e) Cesare Maestri (18e) | 17     |
| Médaille de bronze | Portugal Luís Saraiva (2e) José Carvalho (19e) Carlos Lopes (37e)                            | 58     |

| Rang               | Athlète            | Pays        | Temps       |
| ------------------ | ------------------ | ----------- | ----------- |
| Médaille d'or      | Maude Mathys       | Suisse      | 49 min 30 s |
| Médaille d'argent  | Sarah Tunstall     | Royaume-Uni | 50 min 51 s |
| Médaille de bronze | Andrea Mayr        | Autriche    | 51 min 43 s |
| 4                  | Karoline Kyte      | Norvège     | 53 min 16 s |
| 5                  | Victoria Wilkinson | Royaume-Uni | 54 min 05 s |
| 6                  | Valentina Belotti  | Italie      | 54 min 30 s |
| 7                  | Axelle Mollaret    | France      | 54 min 37 s |
| 8                  | Monique Siegel     | Allemagne   | 55 min 21 s |

| Rang               | Pays                                                                                              | Points |
| ------------------ | ------------------------------------------------------------------------------------------------- | ------ |
| Médaille d'or      | Royaume-Uni Sarah Tunstall (2e) Victoria Wilkinson (5e) Rebecca Hilland (12e) Katie Walshaw (28e) | 19     |
| Médaille d'argent  | Italie Valentina Belotti (6e) Sara Bottarelli (11e) Alice Gaggi (16e) Samantha Galassi (26e)      | 33     |
| Médaille de bronze | Autriche Andrea Mayr (3e) Sandrina Illes (10e) Karin Freitag (27e) Alexandra Hauser (36e)         | 40     |

### Juniors
| Rang               | Athlète         | Pays     | Temps       |
| ------------------ | --------------- | -------- | ----------- |
| Médaille d'or      | Gabriel Bularda | Roumanie | 47 min 07 s |
| Médaille d'argent  | Daniel Pattis   | Italie   | 47 min 30 s |
| Médaille de bronze | Andrea Prandi   | Italie   | 48 min 22 s |

| Rang               | Pays                                                                                     | Points |
| ------------------ | ---------------------------------------------------------------------------------------- | ------ |
| Médaille d'or      | Italie Daniel Pattis (2e) Andrea Prandi (3e) Andrea Rostan (7e) Matteo Bonzi (12e)       | 12     |
| Médaille d'argent  | Turquie Abdülselam Bingöl (4e) Emrah Günen (9e) Cihan Kaçmaz (11e) Ahmet Alkanoğlu (22e) | 24     |
| Médaille de bronze | France Sylvain Cachard (5e) Robin Faricier (6e) Quentin Succo (17e) Dylan Ribeiro (26e)  | 28     |

| Rang               | Athlète           | Pays      | Temps       |
| ------------------ | ----------------- | --------- | ----------- |
| Médaille d'or      | Lisa Oed          | Allemagne | 23 min 16 s |
| Médaille d'argent  | Bahar Atalay      | Turquie   | 24 min 25 s |
| Médaille de bronze | Gabriela Doroftei | Roumanie  | 24 min 36 s |

| Rang               | Pays | Points |
| ------------------ | --- | ------ |
| Médaille d'or      | Royaume-Uni Scarlet Dale (6e) Anna MacFadyen (7e) Heidi Davies (9e) Helen Thornhill (20e)                       | 22     |
| Médaille d'argent  | Roumanie Gabriela Andreea Doroftei (3e) Alexia Hecico (5e) Irina Alice Bordeanu (15e) Iulia Melinda Zudor (28e) | 23     |
| Médaille de bronze | Turquie Bahar Atalay (2e) Eylem Gür (10e) Selma İsot (13e) Beyza Çiftçi (19e)                                   | 25     |